# Phyllonorycter brachylaenae
Phyllonorycter brachylaenae là một loài bướm đêm thuộc họ Gracillariidae. Nó được tìm thấy ở Nam Phi.
Ấu trùng ăn Brachylaena discolor và Brachylaena rotundata. Chúng ăn lá nơi chúng làm tổ.